# Sherwood C. Spring
Sherwood Clark „Woody“ Spring (* 3. September 1944 in Hartford, Bundesstaat Connecticut, USA) ist ein ehemaliger US-amerikanischer Astronaut. 
Spring erhielt 1967 einen Bachelor in General Engineering von der United States Military Academy (Westpoint) und 1974 einen Master in Luft- und Raumfahrttechnik von der University of Arizona. 
Nach seinem Abschluss auf Westpoint diente Spring im Vietnamkrieg, zuerst von 1968 bis 1969 mit der 101. US-Luftlandedivision und nach seiner Pilotenausbildung von 1970 bis 1971 als Hubschrauberpilot mit der 1. US-Kavalleriedivision. Nach seiner Rückkehr erhielt er eine Ausbildung auf Kampfflugzeugen und als Testpilot. Als Testpilot arbeitete er anschließend vier Jahre auf der Edwards Air Force Base.

## Astronautentätigkeit
Im Mai 1980 wurde Spring von der NASA als Astronautenanwärter ausgewählt. Nach der Challenger-Katastrophe war er Mitglied am sogenannten Kennedy Space Center Tiger Team, um zur Aufklärung des Unglücks beizutragen. Anschließend war er bis 1988 Leiter des Programms für Außenbordeinsätze. 

### STS-61-B
Am 27. November 1985 startete Spring als Missionsspezialist mit der Raumfähre Atlantis zu seinem ersten Flug ins All. Im Rahmen dieser Mission wurden die drei Kommunikationssatelliten MORELOS-B (Mexiko), AUSSAT-2 (Australien) und SATCOM KU-2 ausgesetzt. Bei zwei Außenbordaktivitäten erprobte Spring mit seinem Astronautenkollegen Jerry Ross Verfahren zum Zusammenbau von Konstruktionselementen im Weltraum.

## Nach der NASA
Nach seinem Ausscheiden aus der NASA im August 1988 leitete Spring für fünf Jahre das Army Space Program Office in Washington D.C. Im Juli 1994 schied er aus der Army aus und wurde Berater bei The Analytical Sciences Corporation in Fairfax, Virginia. Derzeit ist er Berater für Luft- und Raumfahrt bei der Science Application Corporation in Germantown Maryland.

## Privates
Sherwood Spring ist verheiratet und hat zwei Kinder.